# Patrick Allotey
Patrick Allotey (Accra, 13 december (of september) 1978 - aldaar, 27 juni 2007) was een Ghanees voetballer die als verdediger speelde.
Allotey begon bij Great Corinthians FC in Accra en speelde daarna voor Gag Roos FC uit Tarkwa.
Hij werd op het jeugd-WK in Ecuador van 1995 gescout door Feyenoord waar hij in 1996 kwam. Om zijn tekengeld te krijgen moest Allotey een rechtszaak voeren. Er waren twee contracten in omloop en op papier nam Feyenoord hem samen met Christian Gyan over van Ghapoha FC waarvoor Allotey nooit speelde.
Hij speelde slechts vijf officiële wedstrijden voor de Rotterdammers voor in 2001 zijn contract afliep. Ook speelde hij in het seizoen 1997/98 een half jaar op huurbasis voor SBV Excelsior (7 wedstrijden). In 2000 zag RWDM af van een huur van Allotey.
Jarenlang was zijn transfer onderzocht in de FIOD-affaire bij Feyenoord, samen met die van Christian Gyan en de Australiër Aurelio Vidmar.
Met Ghana won hij het Wereldkampioenschap voetbal onder 17 in 1995. Hij speelde vijftien keer voor het Ghanees voetbalelftal en maakte deel uit van de selectie voor de African Cup of Nations 1998.
In 2005 zakte hij in elkaar als toeschouwer bij een training van het Ghanees voetbalelftal. Allotey overleed in 2007 op 28-jarige leeftijd in het Korle Bu Teaching Hospital in zijn geboortestad. Hij leed al langer aan hypoglykemie en was sinds zijn vertrek bij Feyenoord niet meer actief als voetballer. Hij liet een vrouw en twee kinderen na.